# Canton de Saint-Alban-sur-Limagnole
Pour les articles homonymes, voir Saint-Alban.
Le canton de Saint-Alban-sur-Limagnole est une circonscription électorale française située dans le département de la Lozère et la région Occitanie.

## Histoire
Avant 1897, le chef-lieu du canton était Serverette et le canton portait le nom de cette commune.
Par décret du 25 février 2014, le nombre de cantons du département est divisé par deux, avec mise en application aux élections départementales de mars 2015. Le canton de Saint-Alban-sur-Limagnole est conservé et s'agrandit. Il passe de 5 à 20 communes.
Le 1er janvier 2019, les communes d'Estables, Rieutort-de-Randon, Saint-Amans, Servières et La Villedieu fusionnent pour former la commune nouvelle de Monts-de-Randon. Quatre de ces communes font partie du canton de Saint-Alban-sur-Limagnole. Par un décret du 5 mars 2020, Monts-de-Randon est entièrement rattachée au canton de Saint-Alban-sur-Limagnole.

## Représentation
Sources : Annuaires du département de la Lozère. https://gallica.bnf.fr/ark:/12148/cb326955871/date

### Conseillers généraux de 1833 à 2015
| Période | Période      | Identité                                                           | Étiquette          | Qualité                                                                                  |
| ------- | ------------ | ------------------------------------------------------------------ | ------------------ | ---------------------------------------------------------------------------------------- |
| 1833    | 1845         | Guillaume Crueize (1778-1847)                                      |                    | Juge de paix de Serverette, maire de Fontans                                             |
| 1845    | 1858         | Victor Mourgues                                                    |                    | Propriétaire, maire de Rimeize                                                           |
| 1858    | 1871         | Eugène de Rozière                                                  | Républicain modéré | Chartiste, inspecteur général des archives départementales Sénateur (1879-1896)          |
| 1871    | 1877         | Émile Moré de Préviala                                             | Droite             | Propriétaire Maire de Serverette                                                         |
| 1877    | 1883         | Jean Hippolyte Crueize                                             | Républicain        | Juge de paix à Serverette, maire de Lajo                                                 |
| 1883    | 1889         | Guillaume Joseph Hippolyte Crueize (1846-1909, frère du précédent) | Républicain        | Juge de paix à Saint-Amans, maire de Fontans (1872-1877 et 1896-1904)                    |
| 1889    | 1901         | Marius Vincens                                                     | Droite             | Notaire à Saint-Alban-sur-Limagnole puis Avocat et Avoué à Millau (Aveyron)              |
| 1901    | 1913         | Georges Vincens (fils du précédent, 1872-1929)                     | Républicain rallié | Avocat à Marvejols                                                                       |
| 1913    | 1919         | Justin Roudil                                                      | RG                 | Notaire à Saint-Alban-sur-Limagnole                                                      |
| 1919    | 1924 (décès) | Marius Vincens (1843-1924)                                         | RG                 | Notaire à Saint-Alban-sur-Limagnole                                                      |
| 1925    | 1940         | Jean Augustin Buffière (1889-1982)                                 | URD                | Notaire - Maire de Saint-Alban-sur-Limagnole Nommé conseiller départemental en 1942      |
|         |              |                                                                    |                    |                                                                                          |
| 1945    | 1951         | Jean Augustin Buffière                                             | MRP                | Notaire à Saint-Alban-sur-Limagnole                                                      |
| 1951    | 1976         | Paul Vincens (1911-2006, fils de Marius Vincens)                   | DVD                | Notaire à Saint-Alban-sur-Limagnole                                                      |
| 1976    | 1994         | Henri Prouhèze (1935-2023)                                         | DVD                | Exploitant forestier Maire de Saint-Alban-sur-Limagnole (1973-1995)                      |
| 1994    | 2015         | Jean-Paul Bonhomme                                                 | RPR puis UMP       | Médecin Maire de Saint-Alban-sur-Limagnole (2001-2020) Vice-président du Conseil général |

### Conseillers d'arrondissement (de 1833 à 1940)
Le canton de Saint-Alban appartenait à l'arrondissement de Marvejols jusqu'à sa disparition en 1926.
| Période                                  | Période           | Identité                                           | Étiquette | Qualité |
| ---------------------------------------- | ----------------- | -------------------------------------------------- | --------- | --- |
| 1833                                     | 1836              | Isidore Jean Antoine Vincens ainé (1798-1873)      |           | Propriétaire et avocat à Saint-Alban-sur-Limagnole                                                          |
| 1836                                     | 1848              | Jean Antoine Henri de Moré de Préviala (1793-1859) |           | Propriétaire à Serverette                                                                                   |
| 1848                                     | 1871              | Jean-Pierre-Prosper Jean (1813-1895)               |           | Notaire, maire de Saint-Alban-sur-Limagnole                                                                 |
| 1871                                     | 1889              | Marius Vincent                                     |           | Notaire, maire de Saint-Alban-sur-Limagnole                                                                 |
| 1889                                     | 1901              | Hippolyte Blanquet                                 |           | Propriétaire à Serverette                                                                                   |
| 1901                                     | 1934              | Théophile Jaffuel (1869-1949)                      | Droite    | Propriétaire au Mazel, Saint-Alban-sur-Limagnole                                                            |
| 1934                                     | Mars 1936 (décès) | Marius Nurit                                       | URD       | Cultivateur à Donnepeau, premier adjoint au maire de Saint-Alban-sur-Limagnole                              |
| Mai 1936                                 | 1940              | Antonin Mathieu                                    | RG        | Entrepreneur                                                                                                |
| 1940                                     |                   |                                                    |           | Les conseils d'arrondissement ont été suspendus par la loi du 12 octobre 1940 et n'ont jamais été réactivés |
| Les données manquantes sont à compléter. |                   |                                                    |           | |

### Conseillers départementaux depuis 2015
| Période élective | Période élective | Mandat | Mandat   | Identité            | Nuance | Nuance | Qualité |
| ---------------- | ---------------- | ------ | -------- | ------------------- | ------ | ------ | --- |
| 2015             | 2021             | 2015   | 2021     | Sabine Dalle        |        | DVD    | Juriste à Mende, suppléante du député de la Lozère                                                           |
| 2015             | 2021             | 2015   | 2021     | Patrice Saint-Léger |        | LR     | Vétérinaire, maire de Rieutort-de-Randon (2008-2020) Conseiller général du Canton de Saint-Amans (2004-2015) |
| 2021             | 2028             | 2021   | en cours | Séverine Cornut     |        | DVD    | Employée de la fonction publique Maire de Serverette                                                         |
| 2021             | 2028             | 2021   | en cours | Patrice Saint-Leger |        | LR     | Conseiller sortant                                                                                           |

### Résultats détaillés

#### Élections de mars 2015
À l'issue du 1er tour des élections départementales de 2015, deux binômes sont en ballotage : Sabine Dalle et Patrice Saint-Léger (DVD, 41,81 %) et Jean-Paul Bonhomme et Ludivine Saint Leger (DVD, 35,28 %). Le taux de participation est de 73,42 % (3 962 votants sur 5 396 inscrits) contre 66,11 % au niveau départemental et 50,17 % au niveau national.
Au second tour, Sabine Dalle et Patrice Saint-Léger (DVD) sont élus avec 58,02 % des suffrages exprimés et un taux de participation de 73,82 % (2 170 voix pour 3 981 votants et 5 393 inscrits).

#### Élections de juin 2021
Le premier tour des élections départementales de 2021 est marqué par un très faible taux de participation (33,26 % au niveau national). Dans le canton de Saint-Alban-sur-Limagnole, ce taux de participation est de 53,33 % (2 894 votants sur 5 427 inscrits) contre 48,91 % au niveau départemental. À l'issue de ce premier tour,  le binôme constitué de Séverine Cornut et Patrice Saint-Leger (DVG , 68,56 %), est élu avec 68,56 % des suffrages exprimés.

## Composition

### Composition avant 2015

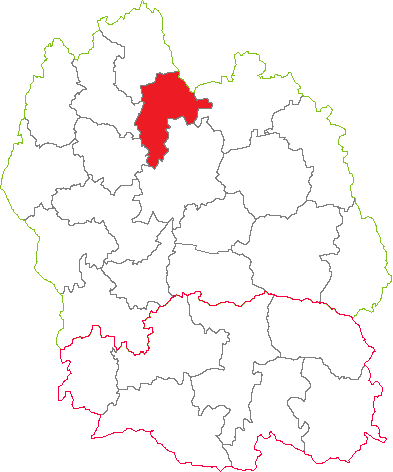
Situation du canton de Saint-Alban-sur-Limagnole dans le département de la Lozère avant 2015.

Le canton de Saint-Alban-sur-Limagnole regroupait 5 communes.
| Nom                                   | Code Insee | Codepostal | Superficie (km2) | Population (dernière pop. légale) | Densité (hab./km2) |
| ------------------------------------- | ---------- | ---------- | ---------------- | --------------------------------- | ------------------ |
| Saint-Alban-sur-Limagnole (chef-lieu) | 48132      | 48120      | 51,23            | 1 449 (2012)                      | 28                 |
| Fontans                               | 48063      | 48700      | 33,90            | 213 (2012)                        | 6,3                |
| Lajo                                  | 48079      | 48120      | 18,58            | 106 (2012)                        | 5,7                |
| Sainte-Eulalie                        | 48149      | 48120      | 21,31            | 46 (2012)                         | 2,2                |
| Serverette                            | 48188      | 48700      | 17,35            | 276 (2012)                        | 16                 |

### Composition depuis 2015
Lors du redécoupage de 2014, le canton comprenait vingt communes entières.
À la suite de la création au 1er janvier 2019 de la commune nouvelle Monts-de-Randon et au décret du 5 mars 2020 la rattachant entièrement au canton de Saint-Alban-sur-Limagnole, le canton comprend désormais dix-sept communes entières.
| Nom                                               | Code Insee | Intercommunalité                        | Superficie (km2) | Population (dernière pop. légale) | Densité (hab./km2) | Modifier                                    |
| ------------------------------------------------- | ---------- | --------------------------------------- | ---------------- | --------------------------------- | ------------------ | ------------------------------------------- |
| Saint-Alban-sur-Limagnole (bureau centralisateur) | 48132      | CC des Terres d'Apcher-Margeride-Aubrac | 51,23            | 1 378 (2022)                      | 27                 | modifier les données · modifier les données |
| Chastel-Nouvel                                    | 48042      | CC Randon - Margeride                   | 31,50            | 932 (2022)                        | 30                 | modifier les données · modifier les données |
| Chaulhac                                          | 48046      | CC des Terres d'Apcher-Margeride-Aubrac | 9,47             | 59 (2022)                         | 6,2                | modifier les données · modifier les données |
| Fontans                                           | 48063      | CC des Terres d'Apcher-Margeride-Aubrac | 33,90            | 227 (2022)                        | 6,7                | modifier les données · modifier les données |
| Julianges                                         | 48077      | CC des Terres d'Apcher-Margeride-Aubrac | 9,42             | 48 (2022)                         | 5,1                | modifier les données · modifier les données |
| Lajo                                              | 48079      | CC des Terres d'Apcher-Margeride-Aubrac | 18,58            | 117 (2022)                        | 6,3                | modifier les données · modifier les données |
| Les Laubies                                       | 48083      | CC Randon - Margeride                   | 22,80            | 151 (2022)                        | 6,6                | modifier les données · modifier les données |
| Le Malzieu-Forain                                 | 48089      | CC des Terres d'Apcher-Margeride-Aubrac | 48,65            | 491 (2022)                        | 10                 | modifier les données · modifier les données |
| Le Malzieu-Ville                                  | 48090      | CC des Terres d'Apcher-Margeride-Aubrac | 7,80             | 743 (2022)                        | 95                 | modifier les données · modifier les données |
| Monts-de-Randon                                   | 48127      | CC Randon - Margeride                   | 147,38           | 1 209 (2022)                      | 8,2                | modifier les données · modifier les données |
| Paulhac-en-Margeride                              | 48110      | CC des Terres d'Apcher-Margeride-Aubrac | 15,79            | 92 (2022)                         | 5,8                | modifier les données · modifier les données |
| Saint-Denis-en-Margeride                          | 48145      | CC Randon - Margeride                   | 38,67            | 142 (2022)                        | 3,7                | modifier les données · modifier les données |
| Saint-Gal                                         | 48153      | CC Randon - Margeride                   | 9,88             | 89 (2022)                         | 9,0                | modifier les données · modifier les données |
| Saint-Léger-du-Malzieu                            | 48169      | CC des Terres d'Apcher-Margeride-Aubrac | 18,92            | 211 (2022)                        | 11                 | modifier les données · modifier les données |
| Saint-Privat-du-Fau                               | 48179      | CC des Terres d'Apcher-Margeride-Aubrac | 22,16            | 113 (2022)                        | 5,1                | modifier les données · modifier les données |
| Sainte-Eulalie                                    | 48149      | CC des Terres d'Apcher-Margeride-Aubrac | 21,31            | 36 (2022)                         | 1,7                | modifier les données · modifier les données |
| Serverette                                        | 48188      | CC des Terres d'Apcher-Margeride-Aubrac | 17,35            | 249 (2022)                        | 14                 | modifier les données · modifier les données |
| Canton de Saint-Alban-sur-Limagnole               | 4811       |                                         | 505,43           | 6 287 (2022)                      | 12                 | modifier les données                        |

## Démographie

### Démographie avant 2015
| 1962  | 1968  | 1975  | 1982  | 1990  | 1999  | 2006  | 2011  | 2012  |
| ----- | ----- | ----- | ----- | ----- | ----- | ----- | ----- | ----- |
| 3 455 | 3 380 | 3 293 | 2 977 | 2 723 | 2 284 | 2 195 | 2 147 | 2 090 |

### Démographie depuis 2015
En 2022, le canton comptait 6 287 habitants, en évolution de +2,34 % par rapport à 2016 (Lozère : +0,11 %, France hors Mayotte : +2,11 %).
| 2013  | 2018  | 2022  |
| ----- | ----- | ----- |
| 6 172 | 6 160 | 6 287 |